# Skalní kresby v Ta-cu
Skalní kresby v Ta-cu (Dazu) je série čínských náboženských skalních reliéfů a rytin. Všechna tato umělecká díla, která se v oblasti nachází, jsou od roku 1999 součástí světového dědictví UNESCO a jsou vyhledávanou turistickou lokalitou.

## Úvod

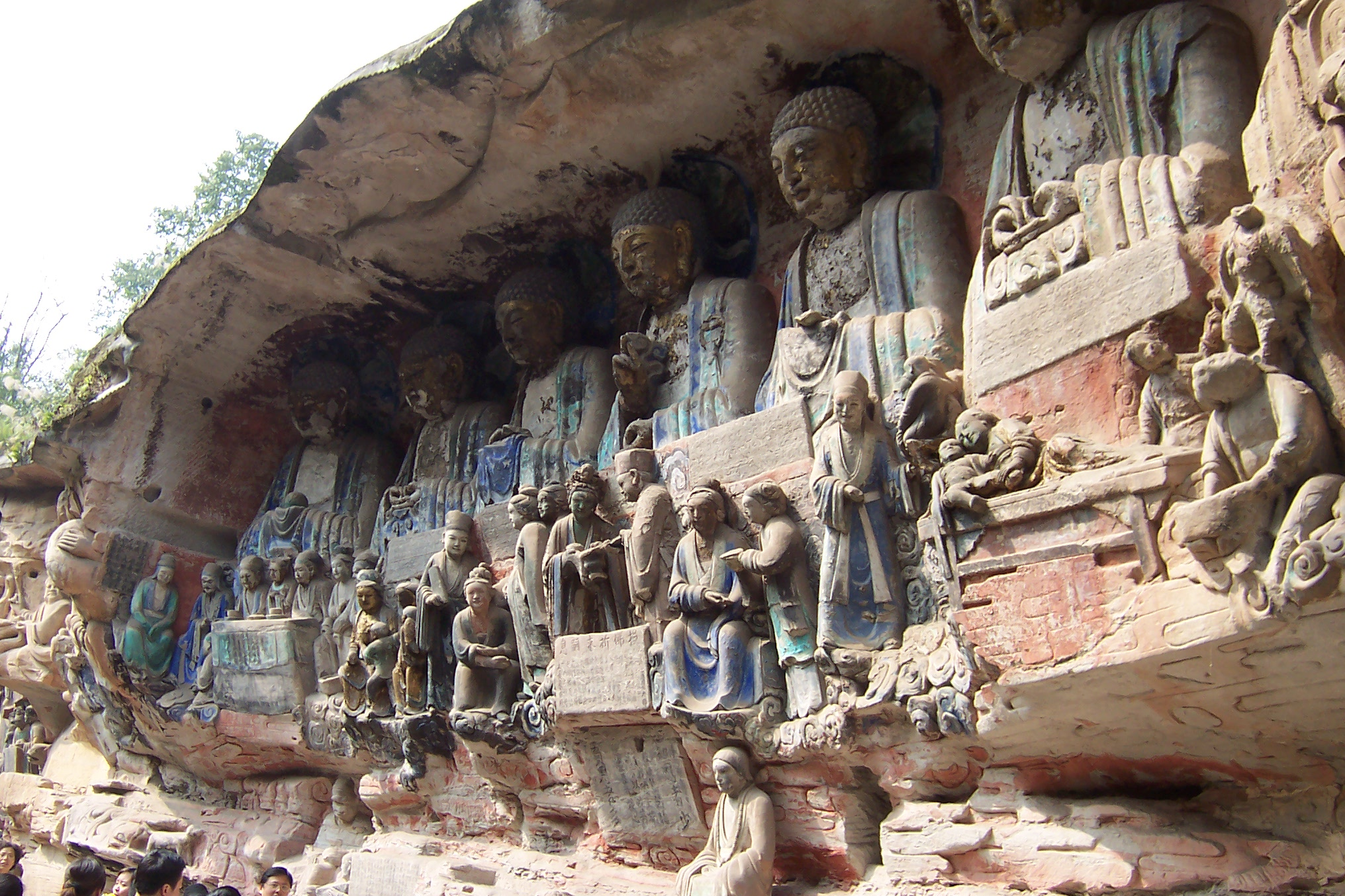
Soubor plastik v Dazu

V Dazu, zhruba 165 kilometrů od Čchung-čchingu, jsou kopce proděravěny jeskyněmi s více než 50 000 plastikami a reliéfy vytesanými za dynastie Tangů v 7. století našeho letopočtu. Tyto plastiky obsahují více než 100 000 čínských znaků, nápisů a epigramů. Na plastikách v Dazu se snoubí prvky konfucianismu, buddhismu, a jsou tedy jedinečným příkladem harmonického propojení těchto nábožensko-filozofických soustav. Přestože se většina zabývá náboženskými náměty, stylově se značně liší. Jen několik jich naturalisticky líčí všední život, většina vyniká monumentalitou a dokonce fantaskním pojetím.

## Historie

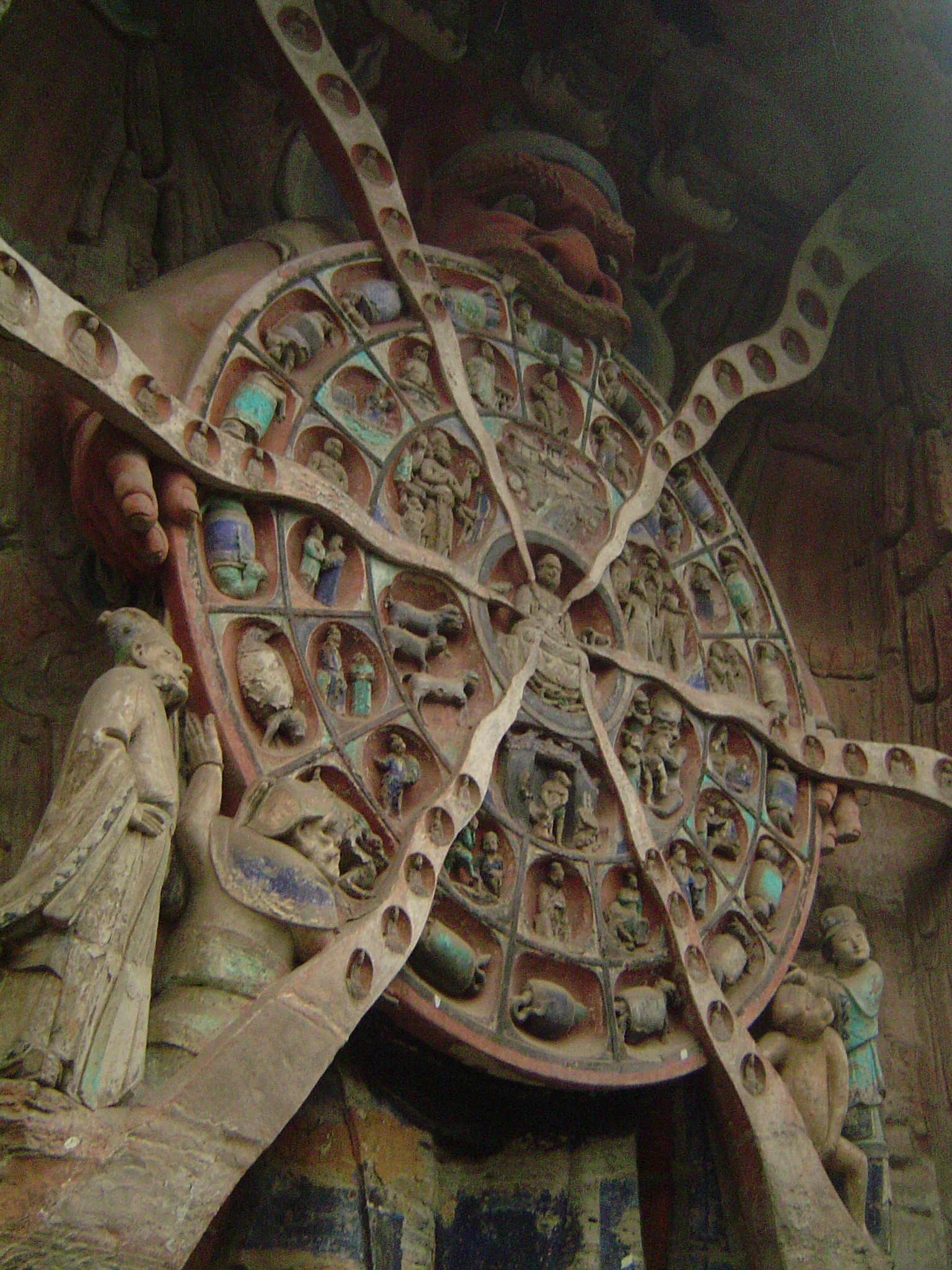
Kolo převtělování
- Obrovský zubatý démon svírá kotouč, rozdělený na výseče, znázorňující všechny možné podoby reinkarnace, počínaje buddhovstvím a konče zvířaty a duchy.

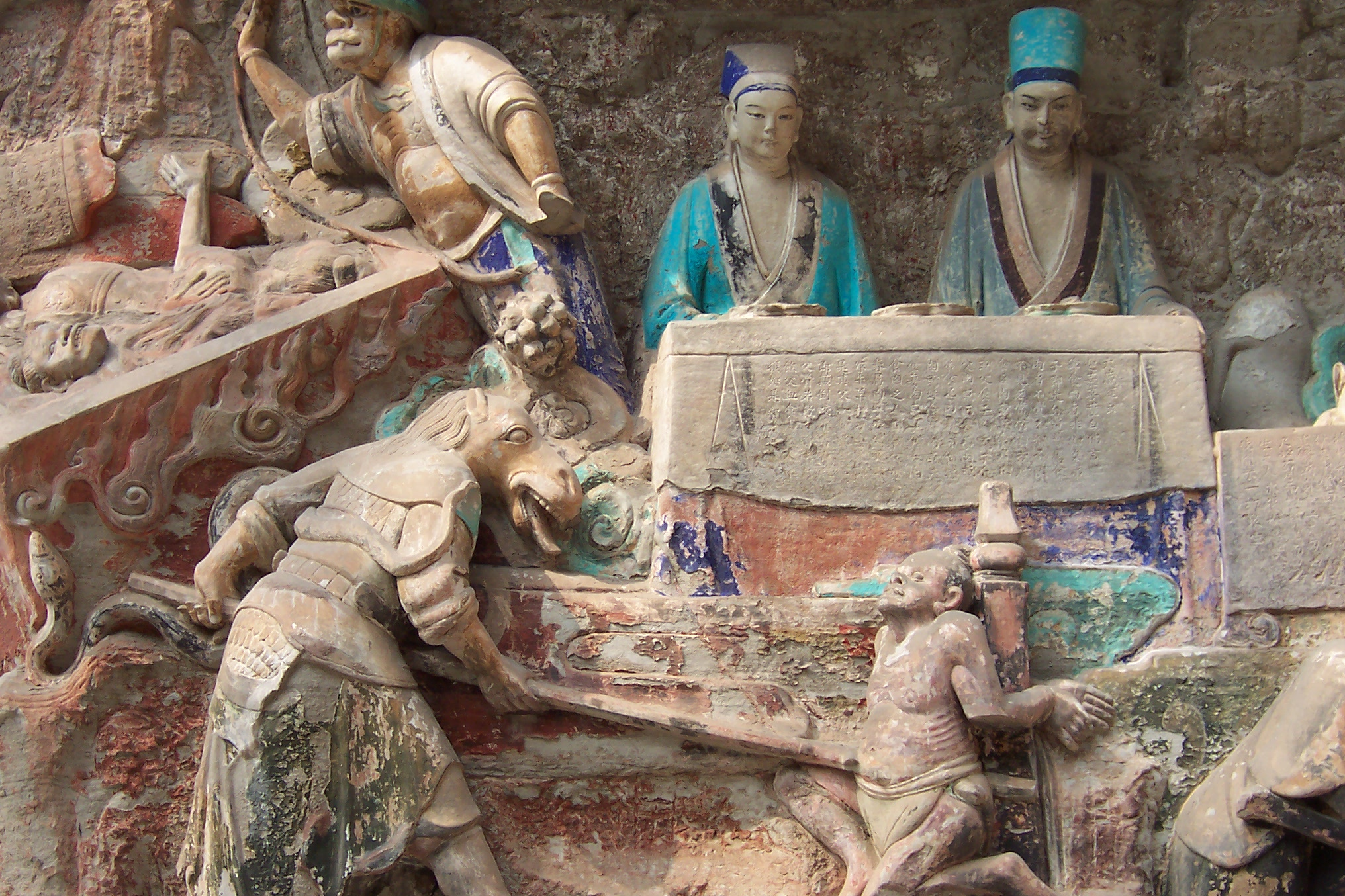
Buddhistické peklo - Buddha a bódhisattvové hledí na opilé hříšníky, zatímco démoni se zvířecími hlavami zohavují další na hoře Nožů a v síni Useknutí kolen.

Co dělá plastiky v Dazu tak zvláštními není jejich měřítko, ale především jejich kvalita, stav zachování, řada témat a stylů . Některé sochy jsou malé, některé jsou velké, mnohé jsou pestře pomalované náboženskými a historickými příběhy. Nejlépe řemeslně provedenou a obsahově nejbohatší sbírkou plastik se pyšní Baoding Shan. Na jejich vytváření dohlížel v letech 1179 až 1245 mnich Zhao Zhifeng. Podstatná část výjevů je umístěna ve třiceti výklencích vyhloubených do 8 metrů vysokých vápencových stěn rokle, tvarem připomínající koňskou podkovu. Sochy tedy lze nalézt buď na útesu nebo uvnitř jeskyně. Rokle, dlouhá asi 500 metrů, byla pojmenována Dafowan (Ohyb velkého Buddhy) podle obrovské sochy ležícího Šákjamuniho. V okolí této rokle je okolo 10 000 soch Buddhů .
Stavba začala na Beishan Hill v pozdní Tang dynastii a trvala více než 250 let. Všechny skalní rytiny je možné prohlížet v přirozeném světle a jsou propojeny chodníky a cestami. Dva hlavní komplexy jsou Bei Shan a Baoding Shan.

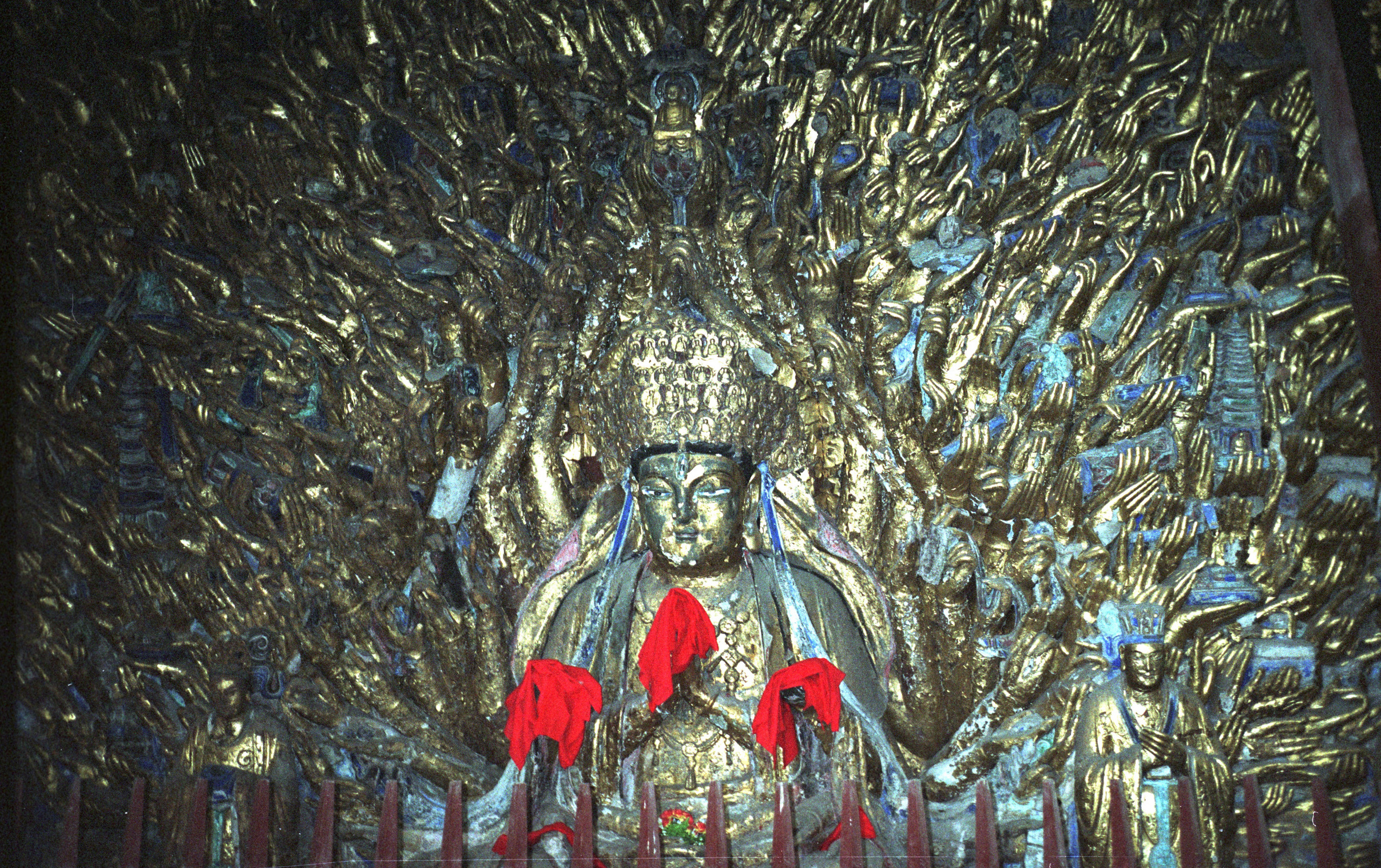
Tisíciruká Guanyin - Ve skutečnosti má celkem 1007 rukou třepetajících se jako plameny kolem postavy Guanyin. Každá ruka drží jiný symbol.

### Bei Shan
Sochy v Bei Shan jsou nejstarší stavby v Dazu. Pochází z roku 892 našeho letopočtu a byly postaveny vojenským guvernérem Wei Junjingem, který sem byl vyslán, zatímco v Sichuanese probíhala kampaň proti povstalcům. Sochy jsou zde provedeny ve formálnějším stylu a jsou rozděleny do dvou skupin. První skupina je nejstarší a nabízí několik vojenských kusů, včetně sochy Wei Junjinga v životní velikosti oblečeného v brnění. Vznik druhé skupiny se datuje od 12. století a je rozložena do 500 metrů dlouhého převisu. Sochy zde většinou představují Kwanyin, bohyni milosrdenství, spolu s mnichy, jeptiškami a dárci, kteří financovali tento projekt.

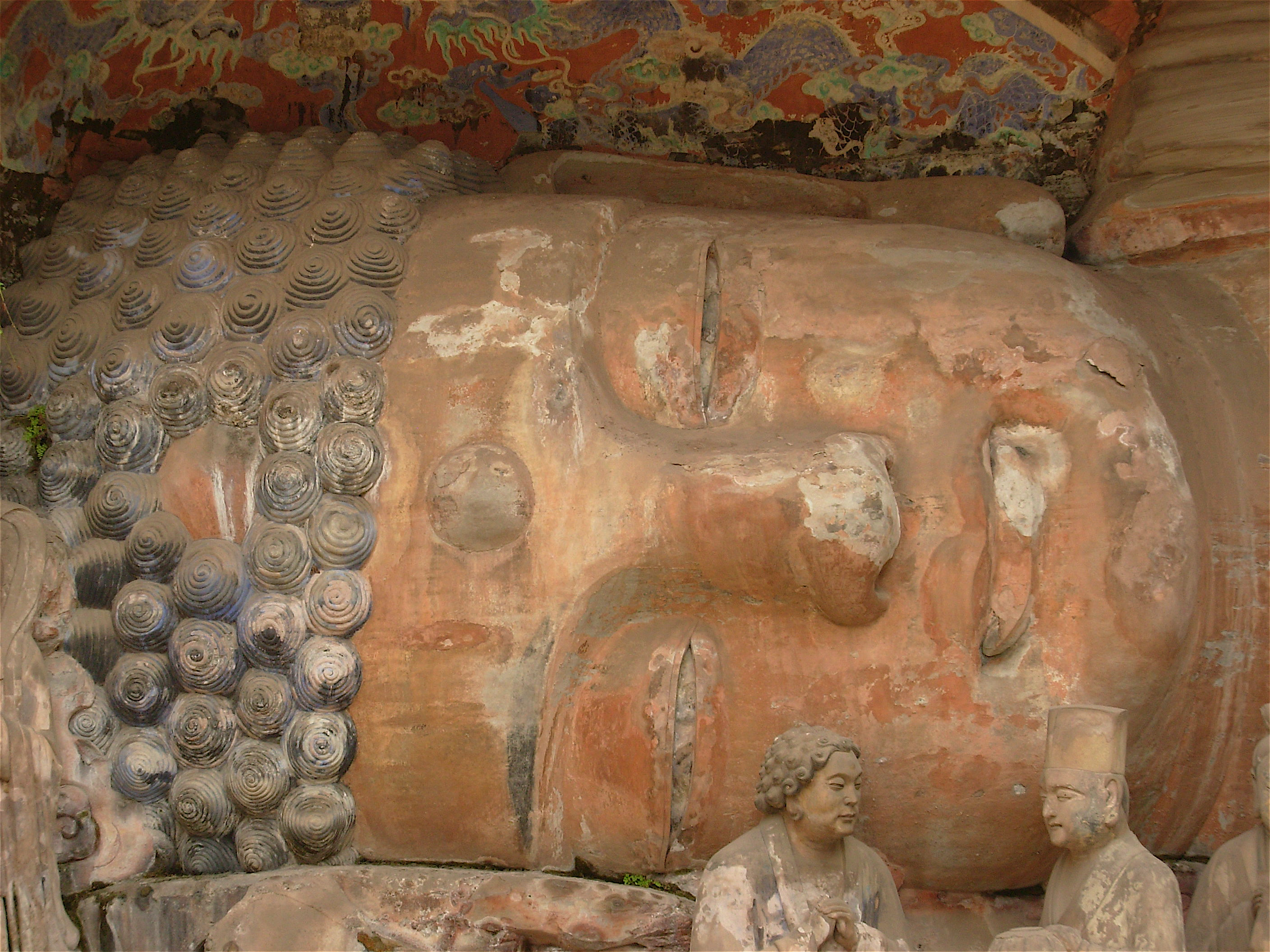
Ležící Buddha
- Tento patnáctimetrový Buddha leží na boku a v porovnání s jeho stylizovaným obličejem vypadají realisticky ztvárněné busty úředníků a mecenášů před ním ještě nápadněji.

### Baoding Shan
Baoding Shan je velmi působivé místo 15 km severo-východně od města Longgang. Existují dvě skupiny řezbářské práce. První a menší skupina, známá jako Xiaofowan, je na vrcholu hory a úzce souvisí se Svatým klášterem dlouhověkosti. Ten byl postaven ve stejné době, později ale vyhořel a byl přestavěn v průběhu dynastií Ming a Qing. Druhá skupina prací Dafowan leží na západ od kláštera. Řezbářské práce v Baoding Shan pochází z 10. až 12. století. Na rozdíl od Bei Shan jsou sochy živější, realističtější, mají ladné držení těla, jsou urostlejší a skvěle oblečené. Jedná se o celoživotní dílo mnicha Zhao Zheifenga, který v letech 1179 – 1245 získal více peněz pro tuto řezbářskou práci. Sochy znázorňují výjevy z bible, které se střídají s obrazy buddhismu a z každodenního života. Díky sedmi dochovaným nápisům jsou sochy důležité pro studium historie a náboženské víry. Mezi lety 1174 a 1252 mnich Zhao Zheifeng vytvořil v Baoding Shan rituální místo pro víru v tantrický buddhismus a začal tím tak na toto místo přitahovat řemeslníky z celé země. Rozsáhlé válčení způsobilo, že práce na sochách ve 13. století přestaly a nebylo možné začít pokračovat až do 15. století. V 19. století za pozdní dynastie Qing byly sochy dokončeny. Nalezneme zde základní prvky buddhismu, konfucianismu, principy racionalismu a taoismu. V mnoha ohledech mohou být sochy v Baoding shan považovány za vrchol čínského sochařství.

### Videa
- http://www.youtube.com/watch?v=STmFUHTPKSE
- http://www.youtube.com/watch?v=-jDdFrX4uIQ